# Железный человек (скульптура)
«Желе́зный челове́к» — тибетская скульптура, высотой в 24 см и весом в 10,6 кг, буддистского божества Вайшравана, выточенная из фрагмента разбившегося железного метеорита класса атакситов (железные метеориты, богатые никелем). Якобы была создана в XI веке в традициях культуры «бон». Ниже груди божества изображена буддистская левосторонняя свастика (вращение против часовой стрелки).
Вероятно, является подделкой, изготовленной из найденных осколков метеорита.
Статуя, впервые появившаяся на рынке в начале XXI века, была продана на немецком аукционе в 2009 году. По заявлению продавца, скульптура  якобы была приобретена в Тибете в 1938 году немецкой экспедицией Третьего рейха под руководством тибетолога Эрнста Шеффера; после окончания Второй мировой войны оказалась в частной коллекции. 
В 2012 году группа учёных из Института планетологии Штутгартского университета провела анализ скульптуры и опубликовала свои выводы о происхождении ее сырья в статье журнала «Meteoritics & Planetary Science». Экспертиза доказала, что она изготовлена из метеорита Чинге, упавшего на Землю около 15 тысяч лет назад на территории современной РФ. 
Иконографические детали скульптуры ставят под сомнение её заявленное происхождение. По мнению буддологов, она вряд ли имеет отношение к тибетской культуре и, вообще, к буддизму. Даже авторы утверждения о её метеоритном происхождении в своей статье излагают некоторые опасения и подчеркивают, что оценка даты вытачивания является лишь предположением.